# Râul Geamăna (Satu Nou)
Râul Geamăna este un curs de apă, afluent al râului Homorod în zona localității Satu Nou. 

## Hărți
- Harta județul Brașov
- Harta munții Perșani  Arhivat în 13 iunie 2008, la Wayback Machine.